# دوري كرة القدم الأمريكية 1972
دوري كرة القدم الأمريكية 1972 هو موسم من دوري كرة القدم الأمريكية ‏. فاز فيه Cincinnati Comets ‏.